# Александър Гетман
Александър Панов Гетман с истинско име Александър Панов Гетов е български офицер, генерал-лейтенант и политик от БКП.

## Биография
Роден е на 31 май 1915 г. в плевенското село Беглеж в семейството на комуниста Пано Дончев. Завършва право в Софийския университет. От 1932 е член на РМС, а от 1934 г. и на БКП. Приет е за член на БОНСС от 1935 г.
От 1939 до 1942 г. е инструктор на ЦК на РМС. Партизанин от партизански отряд „Чавдар“ и партизански отряд „Васил Левски“ от 1942 г. Бил е политкомисар на отряд „Васил Левски“. След 9 септември 1944 г. влиза в българската армия, но за разлика от останалите свои другари не взема участие във Втората световна война. На 11 ноември 1944 г. е инструктор в Политическия отдел и в отдел „Печат“ при Министерството на народната отбрана.
През 1951 г. е редактор по военните въпроси във в. „Работническо дело“. На следващата година става главен редактор на сп. „Български войн“. От 1965 до 1970 г. е заместник-началник на Главното политическо управление на българската народна армия (Гл. Пуна). Заместник-председател на Комитета за наука, изкуство и култура, началник на Военното издателство, на Софийската опера и Народния театър „Иван Вазов“.
Като ръководител на Софийската опера и Народен театър „Иван Вазов“ не е добре приет от творците и интелектуалците. От 1966 до 6 януари 1975 г. е кандидат-член на ЦК на БКП. През 1969 г. по случай 50-ата му годишнина е награден с орден „Народна република България“ I степен и е повишен в чин генерал-лейтенант. Пише книгите „Партизански записки“, „Виетнамско сърце“ и брошурата „Фашизираната армия на Титовската клика“. Жени се за писателката Надя Неделина (1916 – 2012). Умира на 6 януари 1975 г. в София. Погребан е в родното си село, както е искал приживе.

## Семейство
Неговият баща е комунистът Пано Дончев. По-големият му брат Павел (29 юни 1910 – 9 октомври 1988) е активен борец срещу фашизма, народен учител и кмет на селото по времето на социализма. Той е женен за писателката Надя Неделина (1916 – 2012). Те нямат деца, но осиновяват син на име Дамян, който се самоубива в тийнейджърските си години.
Неговият брат Павел има трима синове: Панайот, Данаил и Александър, като най-младият е кръстен на чичо си Александър. Потомците на Павел от страна на най-големия му син Панайот (12 юни 1932 – 16 декември 1994) живеят от три десетилетия в САЩ. Те живеят в Лос Анджелис, Калифорния и в Чикаго, Илинойс.
Сестра му Радка е съпруга на Андрей Гешев (1900-1989), който е бил бирник. Заедно имат двама сина - Георги (1919-2007) и Иван (роден през 1924г).

## Критики и противоречия
Виолета Гиндева разкрива в интервю, че Гетман се опитал да я накара да направи аборт. В началото на 1970-те години тя разбира за бременността си по време на репетициите на постановката „Почивка на Арко Ирис“ с режисьор Филип Филипов, който настоява Гиндева да представи медицинско свидетелство и дори свиква дирекционен съвет на Народния театър.
Като директор на театъра Гетман ѝ заявява, че съветът е решил тя да абортира. Гиндева категорично отказва и му отвръща: „Сега разбирам защо вашият син се е самоубил“, в резултат на което бива уволнена, но години по-късно тя се завръща в театъра.